# 入浜権
入浜権（いりはまけん、英: coastal across rights）は、河川、海岸または海洋などに対して、原則すべての人が自由に立ち入り、海水浴などの自然の恩恵を享受できる権利である。
日照権や眺望権と同様に、環境権の一部である。しかしながら、海浜は埋め立てなどによって地形が改変されることがあり、また船舶などが通行していることもあるので、それなりの調整が必要である。また、例外的に所有者などのみが利用できる海浜も存在し、それらはプライベートビーチとよばれる。日本国内において、入浜権は法律で定められたものではないが、一部地域では条例によって定められている場所も存在する。

## 規定
日本国内において、入浜権は法律で定められたものではないが、一部地域では条例によって定められている場所も存在する。この節ではその詳細を記述する。

### プライベートビーチ
海浜は原則すべての人が利用できるものであるが、例外的に所有者、管理者やこれらの者が認めた関係者のみが利用できる海浜も存在し、それらはプライベートビーチとよばれる。沖縄県にはリゾートホテルなどの事業者が所有するプライベートビーチが多く存在し、これにより一般の人が海浜に入れなくなってしまう可能性が危惧されたため、1989年に海浜を自由に使用するための条例が制定された。事業者は公衆が海浜へ自由に立ち入ることができるよう配慮しなければならず、それに従わない場合、知事が勧告、公表することができるというものであり、ここでいう公表は制裁的公表のことで、特に罰則は規定されていないが、事業者への信用が下落することから抑止力を保っている。

## 事例
過去には実際に、入浜権にまつわる特徴的な事例がいくつか存在する。この節ではその詳細を記述する。

### 入浜権運動
1973年、兵庫県高砂市で高度成長によって発生した公害を告発する住民運動が展開した。入浜権の着想に至った出来事である。高度成長期、日本各地で自然海岸を埋め立てて臨海工業地域がつくられ、住民は企業が占有する海岸に立ち入れなくなった。住民団体は、海岸の自由使用権が認められれば自然破壊や公害を監視できると考え、入浜権運動を展開した。1975年には「古来、海は万人のもの」で有名な入浜権宣言が採択され、その運動は全国に波及した。しかし入浜権をめぐる裁判では、海岸、海浜は国が管理するものとする自然公物論により入浜権が否定され、運動は下火になった。

### 長浜町入浜権訴訟
1978年、愛媛県喜多郡長浜町 (現・大洲市) の海浜に、長浜海水浴場の一部を改変して沖浦漁港を建設するという物件に対して、海水浴場の一部が使えなくなることから、住民が入浜権の侵害を理由とする漁港の建設のための公金支出の差止を求める訴訟を提訴した。結果、海水浴場の一部が使えなくなることは認められたが、漁港を移設すると船舶の出入が困難になることと、漁港が事実上の防波堤になることから海水浴場を利用する者にとって有利な面もあるという理由から、原告側の敗訴となった。